# بهرام ماه آذر

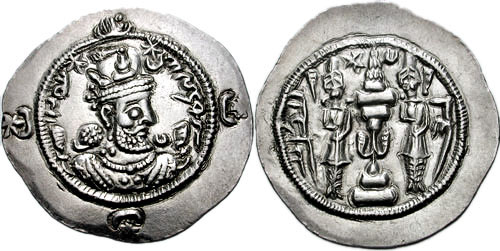
سکه هرمزد چهارم پادشاه ساسانی

بهرام ماه آذر که شکل درست‌تر آن بهرام آذرماه (به پارسی میانه Wahram-i Adurmah) است، از اشراف ایرانی سده ششم میلادی بود که در زمان خسرو نخست (انوشیروان) و هرمز چهارم به عنوان سرلشکر (سپهبد) نیمروز خدمت کرد.

## زندگی‌نامه
بهرام فرزند شخصی به نام ماه‌آذر (آذرماه) بود و به خانواده اشرافی ایرانی تعلق داشت. در حین پادشاهی خسرو، بهرام نه تنها منصب سپهبدی را داشت، بلکه خواجه حرم‌سرا هم بود. بهرام در چنان جایگاهی از قدرت بود که خسرو انوشیروان از او به همراه دو تن از دیگر بزرگان به نام‌های ایزدگشنسب و سیما برزین خواست تا جانشین او شوند.به گفته شاهنامه، بهرام ماه‌آذر همراه با این دو تن از بزرگان قدرتمند برای انتخاب جانشین به خسرو مشورت دادند. در دوران هرمز چهارم، بهرام به منصب هزاربد گماشته شد.
اما هرمز در نهایت به مخالفت با این بزرگان برخاست و سعی کرد با حذف کامل آنان از نفوذشان بکاهد.به روایت شاهنامه، هرمز چهارم، پیش از آن که این سه تن را اعدام کند، بهرام ماه‌آذر را برعلیه سیمابرزین (سپهبد شرق) برانگیخت.